# Cuartos de maravillas

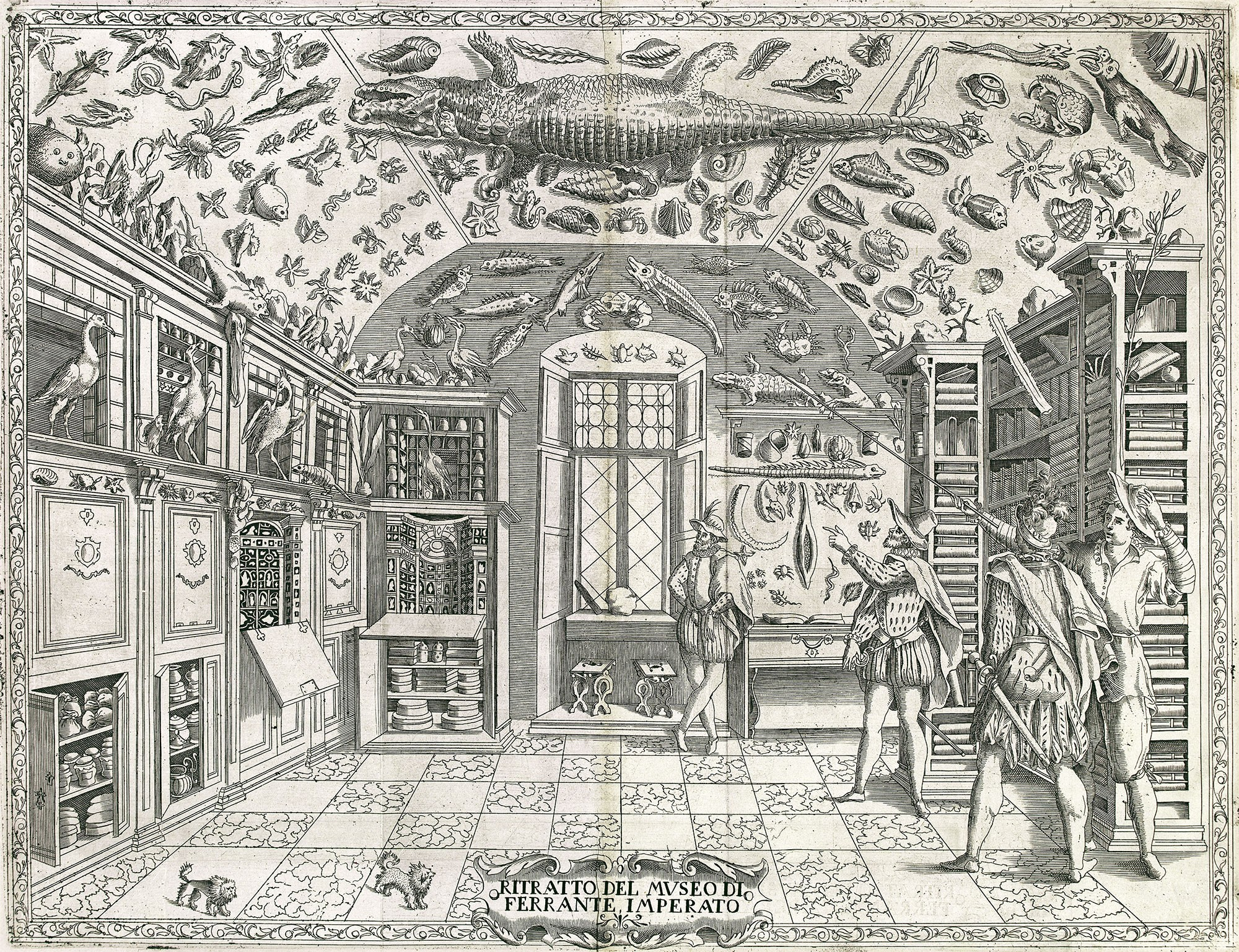
Grabado desplegable de Dell'Historia Naturale de Ferrante Imperato (Nápoles, 1599), la primera ilustración de un gabinete de historia natural.

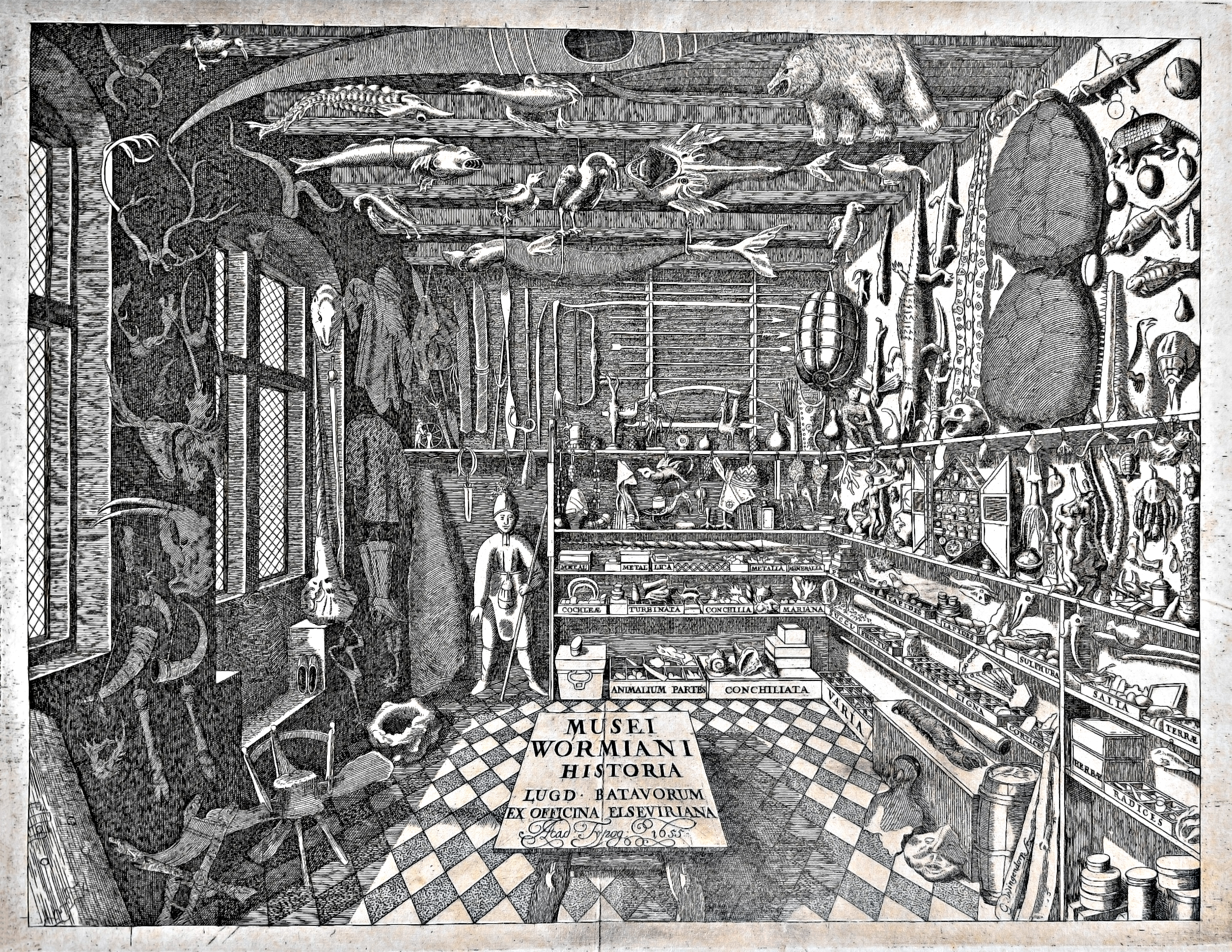
Frontispicio de Musei Wormiani Historia mostrando el cuarto de maravillas de Worm.

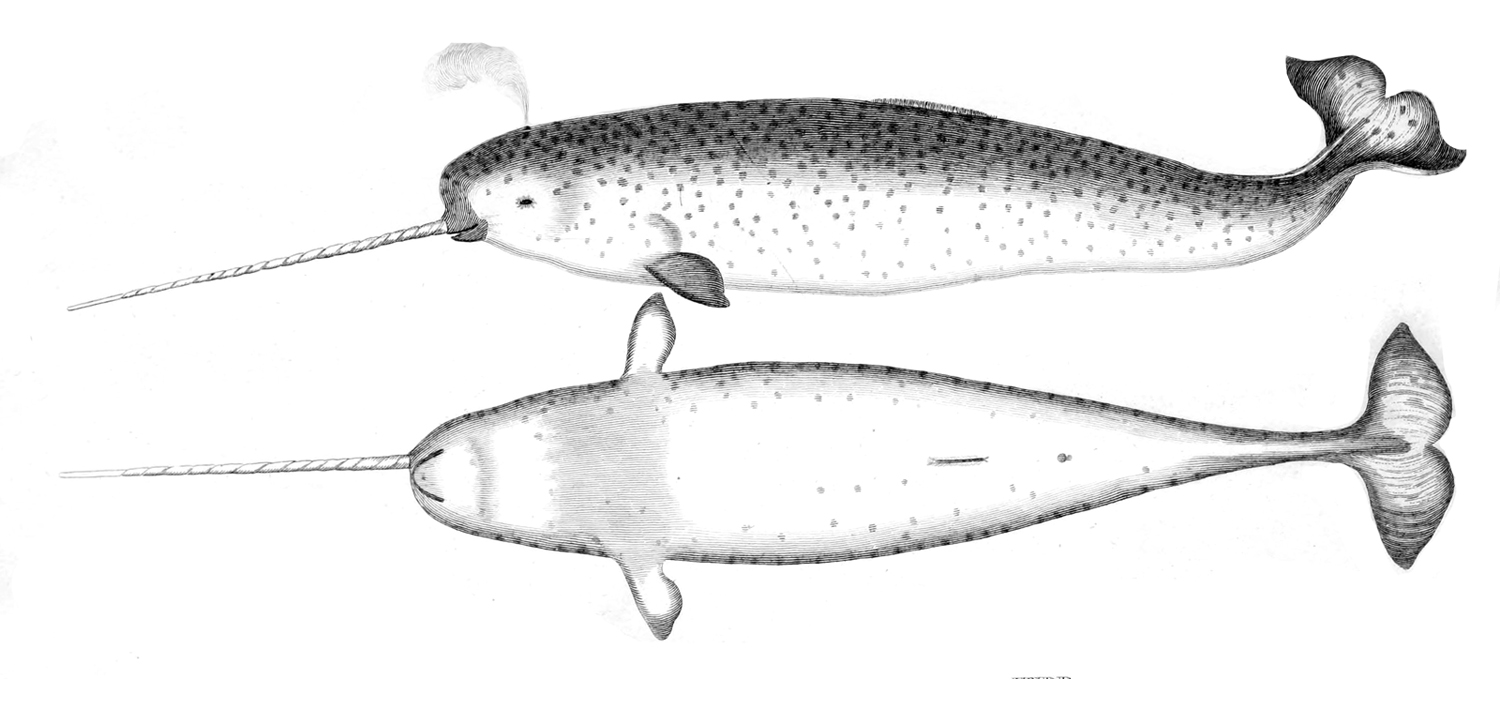
Un narval macho, cuyo colmillo, como un cuerno de unicornio, era una pieza común en los gabinetes.

Los cuartos de maravillas, también llamados gabinetes de curiosidades, eran habitaciones, o a veces simples muebles, de una residencia en los que los nobles y burgueses europeos de los siglos XVI, XVII y XVIII coleccionaban y exponían objetos exóticos llegados de todos los rincones del mundo conocido. Fueron verdaderas enciclopedias en exposición por los objetos que contenían y los antecesores directos de los museos modernos, en particular de los museos de historia natural.
Una de sus funciones era hacer descubrir el mundo, incluido el distante (en el tiempo y el espacio), para comprenderlo mejor, o confirmar creencias populares de la época (no era raro encontrar viales con «sangre de dragón» o restos de animales míticos, cuernos de unicornio, corderos tártaros, mitad animal, mitad vegetal, o raíces de Baara). La publicación de sus inventarios en forma de catálogos, generalmente ilustrados, permitió difundir los contenidos a los científicos europeos, siendo de gran importancia en el desarrollo de la ciencia moderna, en el estudio temprano de lo que serían luego disciplinas de la biología o geología al crear colecciones de fácil acceso de fósiles, conchas e insectos.

## Características
Los cuartos de maravillas aparecieron durante el Renacimiento y a lo largo de los siglos XVI y XVII sus colecciones se enriquecieron gracias a los grandes descubrimientos geográficos —como la colección de objetos de Pedro el Grande, zar de Rusia de 1682 a 1721— y en otros casos se atesoraban cuadros y pinturas —como las colecciones del archiduque Leopoldo Guillermo—, pudiendo ser considerados precursores de los actuales museos de arte. Desaparecieron en los siglos XVIII y XIX y los objetos considerados más interesantes fueron reubicados en los museos de historia natural y museos de arte que se comenzaban a crear.
En ellos se exponían «cosas raras, nuevas y singulares» —para usar la definición de Littré de 1841—, una mezcla heterogénea que incluía cuatro grandes categorías, denominadas por sus nombres en latín:
- naturalia: en la que se agrupaban los objetos de historia natural de los tres reinos:
  - mineral (piedras preciosas, fósiles, piedras extrañas como los heliotropos, las fulguritas o piedras relámpago (descubiertas por primera vez en el siglo XVII)[alpha 1] y muchos otros objetos que habían interesado a los alquimistas durante mucho tiempo).
  - animal (animales disecados, insectos secos, conchas, esqueletos, caparazones, cuernos, dientes, colmillos)
  - vegetal (herbarios, herbarios pintados, florilegios)
- artificialia: 
  - objetos creados por el hombre: objetos arqueológicos, antigüedades, medallas, obras de arte, armas, objetos de vitrina (cajas, tabaqueras, botellitas)
  - objetos modificados: objetos de arte, como pinturas sobre piedra, piezas en piedras finas o preciosas (camafeos, intaglios), en cristal de roca, marfil, ámbar, nautilus montados en hanap, huevos de avestruz, etcétera.
- scientifica: en la que se agrupaban los instrumentos científicos autómatas, zograscopios, etcétera)
- exótica: en la que se agrupaban plantas y animales exóticos, objetos etnográficos.

Fueron grandes cuartos de maravillas, en el castillo de Praga, el del emperador Rodolfo II de Habsburgo, que reunió uno de los más ricos y famosos, con obras de los mejores artistas, que se puede ver hoy en el Kunstkammer del Museo de Historia del Arte de Viena; la Cámara de Arte y Curiosidades del castillo de Ambras (Innsbruck, Austria), construida por el archiduque Fernando II de Austria en 1572-1583; el cuarto de maravillas del Collegio Romano, iniciado por el jesuita Athanasius Kircher, que fue famoso en toda Europa; la Kunstkammer de Ole Worm, creada en 1654 en Copenhague; el gabinete de curiosidades de Elias Ashmole, que donó a la Universidad de Oxford en 1677 y fue el origen del museo Ashmolean; y la "Kunstkamera", un colosal museo de curiosidades naturales creado por el zar Pedro el Grande en San Petersburgo entre 1719 y 1727.
Los cuartos de maravillas fueron conocidos como cabinets de curiosités en Francia, como Wunderkammern en Alemania o Austria, como Cabinets of curiosities o wonder chambers en Inglaterra, y Kunstkammer en Dinamarca.

## Historia

### Nacimiento
Los gabinetes de curiosidades marcaron una etapa hacia una comprensión más científica del mundo. Aparecidos en el Renacimiento en Europa (studiolo en italiano, Wunderkammer en alemán), sus colecciones, a menudo abiertas a los visitantes, formaron posteriormente el núcleo de museos, museos de historia natural y jardines botánicos que gradualmente los reemplazaron. Así, el Ashmolean Museum de Oxford abrió sus puertas en 1683, presentando las colecciones de los gabinetes de los Tradescants, padre e hijo, y las de Elias Ashmole. Este estableció claramente el vínculo entre colecciones de especímenes y conocimiento científico: 

Porque el conocimiento de la Naturaleza es muy necesario para la vida humana, para la salud y para las condiciones que lo permiten, y porque este conocimiento no se puede encontrar tan bien y no se puede alcanzar de manera tan útil sin conocer y profundizar en la historia natural; y que para ello es imprescindible examinar ejemplares, en particular aquellos que sean de constitución extraordinaria, útiles en medicina o que puedan ponerse al servicio de la industria o el comercio: yo, Elias Ashmole, por pasión por esta rama del Conocimiento por la que experimenté el mayor placer, que sigue siendo cierto hoy; causa por la cual también he acumulado una gran variedad de cuerpos compuestos y cuerpos simples, y lo dono a la Universidad de Oxford […]
Because the knowledge of Nature is very necessarie to humaine life, health and the conveniences thereof, and because that knowledge cannot be soe well and usefully attain'd, except the history of Nature be knowne and considered ; and to this, is requisite the inspection of Particulars, especially those as are extraordinary in their Fabrick, or usefull in Medicine or applied to Manufacture or Trade : I Elias Ashmole, out of my affection to this sort of Learning, wherein myselfe have taken, and still doe take the greatest delight ; for which cause also, I have amass'd together great variety of naturall Concretes and Bodies, and bestowed them on the University of Oxford […]
'Statutes Orders & Rules, for the Ashmolean Museum, in the University of Oxford'

Asimismo, en Londres, la Royal Society (que había sido fundada en 1660) había comenzado a acumular una colección comprando el gabinete de «rarezas naturales» de Robert Hubert. Fue en 1669 cuando tomó la decisión de completar sus colecciones de una manera más sistemática comenzando a montar un exhaustivo herbario de las islas británicas. Al comienzo del siglo XVIII, el príncipe elector de Sajonia Federico Augusto I, llamado Augusto el Fuerte, transformó las salas de su tesoro, la Grünes Gewölbe [Bóveda Verde], en un museo público. Finalmente, si bien el jardín botánico de Pisa ya existía desde 1544, fue imitado a finales de siglo y luego a principios del siguiente, en Montpellier (1593), Estrasburgo (1619) y después París (1635).

### Evolución
Los gabinetes de curiosidades que aparecieron en el siglo XVI evolucionaron hasta convertirse en el siglo XVIII en «gabinetes de historia natural»; estos últimos se consideran los antepasados de los museos de historia natural modernos. El gabinete de curiosidades presentaba de forma desordenada partes de los reinos animal, vegetal y mineral; el objetivo era mostrar la diversidad del mundo. En el gabinete de historia natural, en cambio, las colecciones están estructuradas y siguen una clasificación científica; también se especializaban; así, por ejemplo, aparecen colecciones de fósiles, de las cuales se excluyen ejemplares de especies del período histórico. Este desarrollo está relacionado con el progreso de la ciencia. Las nociones de género y especie fueron establecidas mejor por Carl von Linné, y la historia de la Tierra y de los fósiles fue objeto de intentos de explicación racionales.

### Los gabinetes de curiosidades en la actualidad
Con el tiempo, en particular a lo largo de los siglos XVIII y XIX, todos los verdaderos gabinetes de curiosidades fueron siendo desmantelados o reconvertidos en museos. Por ejemplo, el Real Gabinete de Historia Natural, en Madrid, dejó de existir en tanto que tal al ser convertido en 1818 en el Real Museo de Ciencias Naturales, el actual Museo Nacional de Ciencias Naturales. Sin embargo, se conservan en la actualidad en París cinco estanterías murales completas que habían sido una parte integrante del gabinete de curiosidades del financiero y coleccionista francés Joseph Bonnier de la Mosson (1702-1744). Las cinco vitrinas formaban parte del segundo gabinete de los nueve gabinetes temáticos que estaban repartidos entre siete habitaciones contiguas que constituían el gabinete en la residencia parisina de Bonnier de la Mosson, entre el número 58 de la rue Saint-Dominique y el 244 del boulevard Saint-Germain (residencia demolida en 1861). Al morir Bonnier de la Mosson en 1744, sus herederos subastaron todas las vitrinas en 1745, que se dispersaron entre diferentes compradores. Uno de los compradores fue Georges-Louis Leclerc de Buffon, el intendente del rey de Francia en el Real Jardín de las Plantas Medicinales (el actual Museo Nacional de Historia Natural de Francia). Buffon obtuvo las cinco vitrinas de una de las habitaciones, las estanterías destinadas a exhibir los insectos y los animales disecados. Estas cinco estanterías murales dotadas de vitrinas se encuentran todavía en posesión del Museo Nacional de Historia Natural de Francia, en París, quien las conserva en las salas públicas de lectura de su biblioteca central. El Museo las expone gratuitamente al público, a condición de respetar el silencio que como es normal se exige en toda sala de lectura.

### Gabinetes de curiosidades célebres

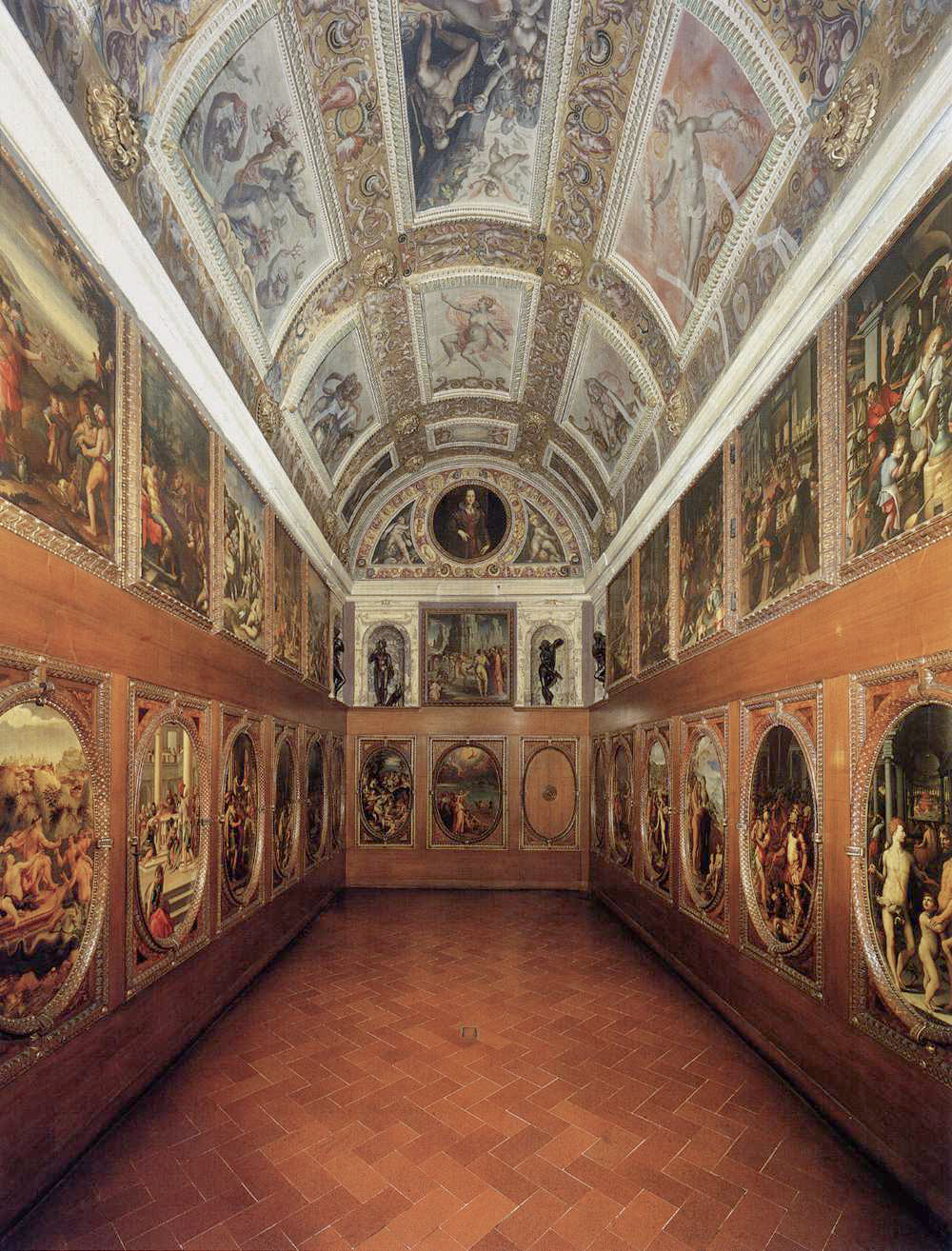
La bóveda ricamente decorada del Studiolo de Francisco I en el Palazzo Vecchio, Florencia

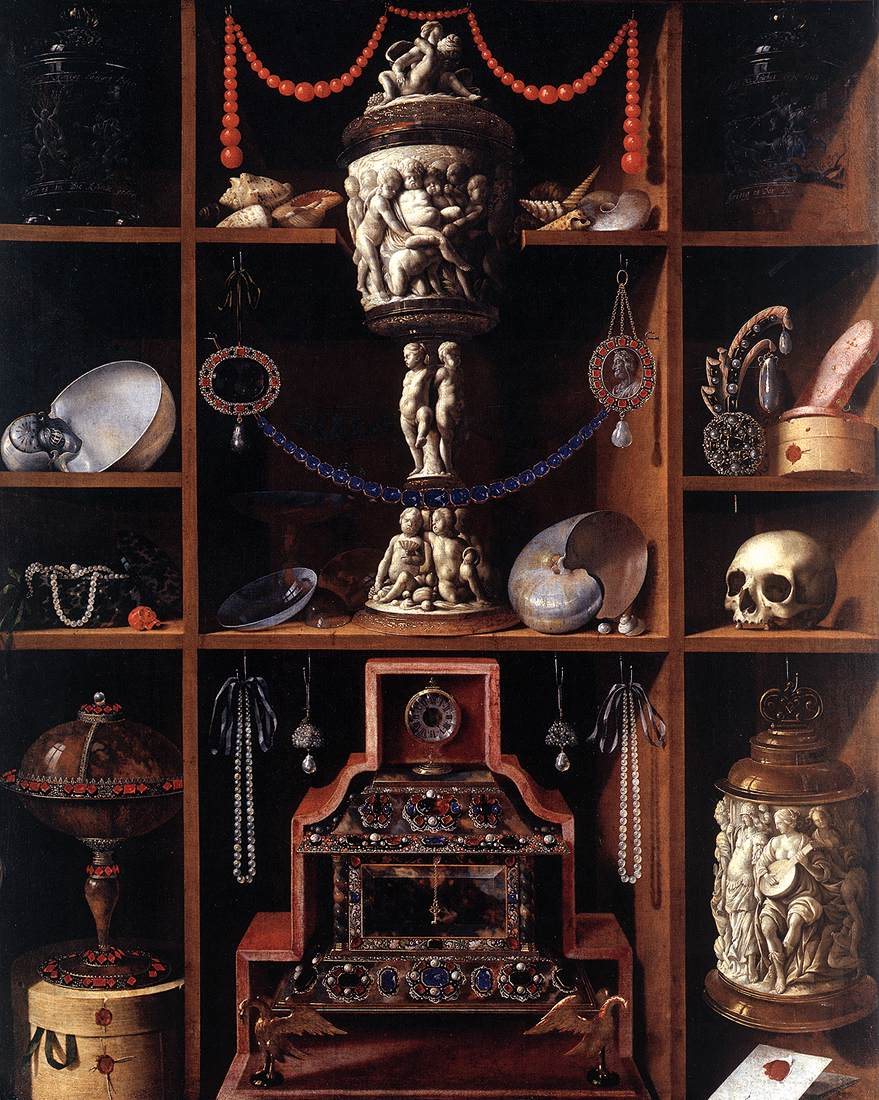
Johann Georg Hainz: Kleinodien-Schrank, 1666.

Alguno de los principales gabinetes de curiosidades son los siguientes:
- En Francia, Carlos V de Francia (1337-1380) fue coleccionista, y el duque Juan I de Berry (1340-1416) fue también un coleccionista amateur de obras de arte y bibliófilo.

- Este fue el caso de los studioli italianos, los studioli de los Este —el studiolo de Belfiore, que data de 1447), el studiolo de Federico de Montefeltro, hacia finales de siglo, y el studiolo de Isabel de Este, de 1490 en adelante—, el studiolo de Francisco I de los Medici en el siglo siguiente, sin olvidar los de las familias Farnesio o Sforza.
- Federico III de Habsburgo (1452-1486) y su hijo Maximiliano I (1459-1519) tenían el suyo.[6] De hecho, estos Schatzkammern (tesoros medievales) dieron paso a los Kunstkammern (gabinetes de curiosidades del Renacimiento y del Barroco).
- Francisco I (1494-1547) tuvo un gabinete en Fontainebleau, y nombró a André Thevet su cosmógrafo. Este último, a su regreso de Brasil, escribió Les Singularités de la France Antarctique (1557), que comprende una descripción de diferentes plantas y más de cuarenta grabados (flora, fauna, rituales de Tupinamba). Enrique IV de Francia (1553-1610) tenía un gabinete de singularidades en el Palacio de las Tullerías y otro en Fontainebleau. Jean Mocquet le llevó notablemente de sus viajes muchas plantas exóticas que, si habían resistido al viaje, eran replantadas en el jardín del Louvre. Mocquet introdujo así el gusto por la botánica exótica en Francia.
- El Gabinete de las Maravillas Grünes Gewölbe [la Bóveda Verde] de Augusto el Fuerte, en el castillo de la Residencia de Dresde, Alemania, fue creado entre 1723 y 1729, y remonta en su origen a Mauricio de Sajonia (1521-1553).
- Los gabinetes de Francesco Calceolari, naturalista del siglo XVI, del Conde Lodovico Moscardo (1611-1681), que se recrea en el libro Cose piu notabili, un recorrido por ese cuarto de maravillas.
- La Cámara de Arte y Curiosidades (Kunst- und Wunderkammer) del archiduque Fernando II (1529-1595) en el castillo de Ambras, en Innsbruck (Austria). Se trata de uno de los más ricos y famosos y el único Kunstkammer del Renacimiento todavía en el edificio original, edificado para ser museo entre 1572-1583.[7]·[8] El castillo de Ambras es, por ello, considerado el museo más antiguo del mundo.
- El gabinete de Rodolfo II de Habsburgo (1552-1612) en el castillo de Praga fue otro de los más ricos y famosos, el cual se puede ver hoy en el Kunstkammer del Museo de Historia del Arte de Viena, Austria.
- De Gastón de Orleans (1608-1660), hermano de Luis XIII, Bonnaffé señaló que: «Relegado en Blois, el Duque… forma en sus jardines un museo de plantas perennes nativas y exóticas. Todo fue legado a Luis XIV y luego distribuido entre el Louvre y el Jardín del Rey».[9] Se conoce con precisión las plantas que cultivó y la evolución de su jardín gracias a los catálogos[10] escritos por sus botánicos Abel Brunier y luego Robert Morison. Además, Gaston d'Orléans envió a buscar pintores de flores a Blois. Daniel Rabel podría haber sido el primero de ellos, entre 1631 y 1632. El más famoso, que entonces era pintor en miniatura de Luis XIV, fue Nicolás Robert. Rabel y Robert dejaron notablemente pinturas de tulipanes, en medio de la tulipomanía.

Los intaglios, camafeos, medallas (¿y esculturas antiguas?) del gabinete de Gastón de Orleans se encuentran hoy en el Departamento de Monedas, Medallas y Antigüedades de la Biblioteca Nacional de Francia); los libros en la Biblioteca Nacional; y la vitelas de Nicolás Robert en la colección de vitelas del rey en el Museo Nacional de Historia Natural de Francia.
- Se tiene una descripción precisa del contenido del gabinete de Louis-Pierre-Maximilien de Béthune, duque de Sully (1685-1761).[11]
- La pasión por las plantas exóticas duró hasta el comienzo del siglo XIX con Josefina de Beauharnais (1763-1814), quien hizo en la Pequeña Malmaison un jardin d'acclimatation, incluyendo un gran invernadero. También apoyó activamente a los pintores de plantas y de animales. Pierre-Joseph Redouté fue su pintor oficial, después de haber sido el de María Antonieta.
- No hubo recolectores de tan eminente rango en el Reino Unido, sin embargo el baronet Hans Sloane (1660-1753), naturalista, compró muchas gabinetes privados y reunió una rica colección de plantas que puso a disposición de John Ray antes de ser ofrecida a la nación para su exposición al público (Museo Británico, 1759, luego Museo de Historia Natural de Londres, 1881).

Edmond Bonnaffé (1825-1903) señaló que: «De hecho, junto con los grandes señores de París y de las principales ciudades, adoradores exclusivos del gran arte, se formó un ejército de hombres modestos y clarividentes que recogieron, poco a poco, las migajas de la curiosidad. Eran médicos, canónigos y boticarios.» Sin abandonar ningún proyecto para deslumbrar al público con el esplendor de las obras de arte presentadas o asombrarlo con la presentación de objetos insólitos, incluso monstruosos, los propietarios de medios más modestos a menudo establecían gabinetes de historia natural que tenían influencia científica, en parte gracias la publicación de sus catálogos ilustrados.
Entre los gabinetes que contienen «miettes de curiosités» (migajas de curiosidades), se pueden mencionar:
- Michel Tiraqueau, hijo de André Tiraqueau, era dueño de un gabinete en Fontenay-le-Comte descrito en un verso,[alpha 2] de 1566, obra de su sobrino, el rival de Ronsard, André de Rivaudeau:

Pero otro hablará de la maravillosa obra
que tú has recibido de Apolo para compartir.
Ese gran libro en el que haces que tu divino Ogard 
los hechos de la Naturaleza imitar por su arte.
O lo más cerca posible de los vivos el te pinta quinientas plantas,
que en tu Bel-esbat tú le presentas.
Mais un autre dira le merveilleux ouvrage
Lequel tu as receu d’Apollon en partage.
Ce grand livre où tu fais à ton divin Ogard
Les faitz de la Nature imiter par son art.
Ou au plus pres du vif il te peint cinq cens plantes,
Que dans ton Bel-esbat nees tu luy presentes.

Michel Tiraqueau tenía de hecho un herbario pintado de 500 plantas.
- Bernard Palissy (1510-1590) tenía un gabinete que menciona en su dedicatoria a «Sire Anthoine de Ponts» al comienzo del Discours admirables de la nature des eaux et fontaines... (1580).[14] Lo había creado para reunir las evidencias de los hechos que defendía, particularmente en lo que respecta a los fósiles, que eran, según él, restos de animales. También se puede notar que oponía su enfoque en contacto directo con la realidad estudiada al de los «philosophes» reconocidos que encontraban su ciencia en los libros escritos en latín.

- El médico suizo Félix Platter (1536-1614) tenía un gabinete de historia natural, un herbario (en parte conservado en la Universidad de Berna) y una colección de instrumentos musicales. Probablemente fue a través de Guillaume Rondelet (1507-1566), cuyos cursos siguió en Montpellier, del que aprendió la técnica del secado de las plantas desarrollada en Italia por el médico y botánico Luca Ghini (1490-1556).

- Paul Contant (1562-1629) tenía un jardín botánico con un gabinete de historia natural. En 1609, publicó un poema titulado Le Jardin, et Cabinet poétique, el cual habla de las plantas que cultiva, las más populares entre los coleccionistas, y canta sobre sus ventajas. Además, canta a varios animales que también colecciona. El poema va acompañado de grabados y de un índice. Contant también tenía ricos herbarios de plantas exóticas.
- El danés Ole Worm (1588-1654) poseía un gabinete de historia natural que también incluía piezas etnográficas. En 1655 se publicó un inventario (Museum Wormianum) ilustrado con grabados. Usó sus colecciones como punto de partida para sus exploraciones en filosofía natural. También adoptó un enfoque empírico que lo llevó a negar la existencia de los unicornios y a establecer que sus cuernos debían atribuirse a los narvales. En otros puntos, Worm continuó creyendo en hechos que en última instancia eran inexactos. Tras su muerte, sus colecciones se integraron en las del rey danés Federico III.
- Nicolas-Claude Fabri de Peiresc (1580-1637) poseía un gabinete y un jardín de aclimatación en Aix-en-Provence. Todavía se conservan dos inventarios y varios dibujos de objetos de arte.
- El Gabinete del Rey (incluido aquí porque no incluía lujosas obras de arte, conservadas en otros lugares) se creó en 1633 en el Jardin du roi, que más tarde se convirtió en el Jardin des plantes de Paris. El gabinete fue ampliado y enriquecido por Leclerc de Buffon, quien dirigió la publicación de la Histoire Naturelle, générale et particulière, avec la description du Cabinet du Roi [Historia Natural, general y particular, con la descripción del Gabinete del Rey]. Las colecciones del gabinete forman la base de las colecciones actuales del Muséum national d'histoire naturelle y del Musée de l'Homme, en París.

- Athanasius Kircher (1602-1680) estableció el Museo Kircher, creado en 1651 después de la donación de un gabinete de curiosidades. El museo ha desaparecido, pero quedan dos catálogos ilustrados.

- El padre Claude Du Molinet (1620-1687) fue el responsable de la biblioteca de la abadía de Sainte-Geneviève desde 1662, en la que creó un gabinete. Coleccionista de medallas, montó un gabinete dividido en dos partes: Historia antigua, que reunía objetos de las civilizaciones griega, romana y egipcia, e Historia Natural, donde reunió los restos de animales extraños.[15]
- Georg Everhard Rumphius (1627-1702) tenía un gabinete cuyo catálogo ilustrado (D'Amboinsche Rariteitkamer) apareció en 1705.
- Frederik Ruysch (1638-1731), montó un gabinete de curiosidades anatómicas adquirido por Pedro el Grande y que está, en parte, en el origen del Museo de Etnografía y Antropología de la Academia de Ciencias de Rusia, con las colecciones de Albertus Seba (1665-1736), quien publicó a partir de 1734 un Tesauro que comprendía varios cientos de grabados de animales (que se pueden ver en la Biblioteca Real de La Haya).
- René-Antoine Ferchault de Réaumur (1683-1757) montó el gabinete más grande de Francia, especialmente dedicado a las especies animales, en particular la ornitología. Cuando Réaumur murió, Buffon logró obtener sus colecciones e integrarlas en el Cabinet du roi.
- El gabinete de curiosidades de Joseph Bonnier de La Mosson (1702-1744), en el Hôtel du Lude, en el 58 de la rue Saint-Dominique, en París, fue ejemplar por estar muy estructurado. Las diferentes partes del gabinete estaban interesadas en un campo en particular: anatomía, química, farmacia, medicamentos, mecánica, matemáticas o incluso las herramientas específicas para diferentes artes y oficios. Finalmente, incluía 3 gabinetes de Historia Natural.[16] Además, se podía ver un conchero, un mueble utilizado para almacenar y presentar conchas (moluscos). Algunos de los armarios se encuentran ahora en la mediateca del Muséum national d'histoire naturelle.[17]
- Alrededor de 1760, James Darcy Lever (1728-1788) comenzó a acumular una enorme colección. Compró el gabinete de Johann Reinhold Forster (1729-1798) cuando, privado del apoyo del gobierno, se arruinó. En 1774 abrió un museo en Londres, pero a su vez se arruinó y sus colecciones se dispersaron ante la indiferencia del gobierno. Al mismo tiempo, Joseph Banks (1743-1820) desarrolló en el Real Jardín Botánico de Kew el cultivo de plantas nativas y exóticas útiles para el progreso económico.
- El médico y naturalista alsaciano Jean Hermann (1738-1800) creó a partir de 1768, en Estrasburgo, un gabinete de historia natural rico en un gran número de animales disecados y plantas secas. Sus colecciones y su biblioteca, compuesta por 20 000 volúmenes, están en el origen del Museo de Mineralogía de Estrasburgo y del Museo Zoológico de la ciudad de Estrasburgo, donde se ha recreado su gabinete de historia natural. Hermann también dirigió el jardín botánico.
- La curiosidad creció constantemente durante el siglo XVII, y su comercio alcanzó su punto máximo en la segunda mitad del siglo XVIII, con la impresión de 42 catálogos de gabinetes por año. Sin embargo, la curiosidad fue sofocada por la Revolución Francesa. De hecho, existía principalmente a través de ricos gabinetes, cuyos propietarios huyeron de Francia. La curiosidad ya se había replegado en torno a Port-Royal, un barrio apreciado por los comerciantes de segunda mano, pero ahora solo existe en los márgenes de la capital, entre las grandes fortunas de la Restauración. No reanudó su desarrollo hasta mediados del siglo siguiente, pero con mucha menos confianza.[18]
- El primer museo de Cherburgo, inaugurado en 1832 y luego convertido en Muséum Emmanuel-Liais, fue concebido en torno a las colecciones del gabinete de un erudito local, enriquecidas con objetos legados por grandes familias locales y colecciones de eruditos normandos o con relaciones normandas reunidas en el seno de la Société nationale des sciences naturelles et mathématiques de Cherbourg, como Louis Corbière y Emmanuel Liais. Liais tenía un jardín botánico en su propiedad (fundado en 1878).
- En los siglo XX y XXI, un nuevo interés se muestra por los gabinetes de curiosidades, por parte de artistas como André Breton[19] o Christophe Conan (Nature vivante):[20] «Animaux des abysses» fue expuesto en el musée de Vernon. En el antiguo gabinete del castillo de La Roche-Guyon se organizan exposiciones y lo mismo sucede en las salas del castillo de Oiron.

## Galería

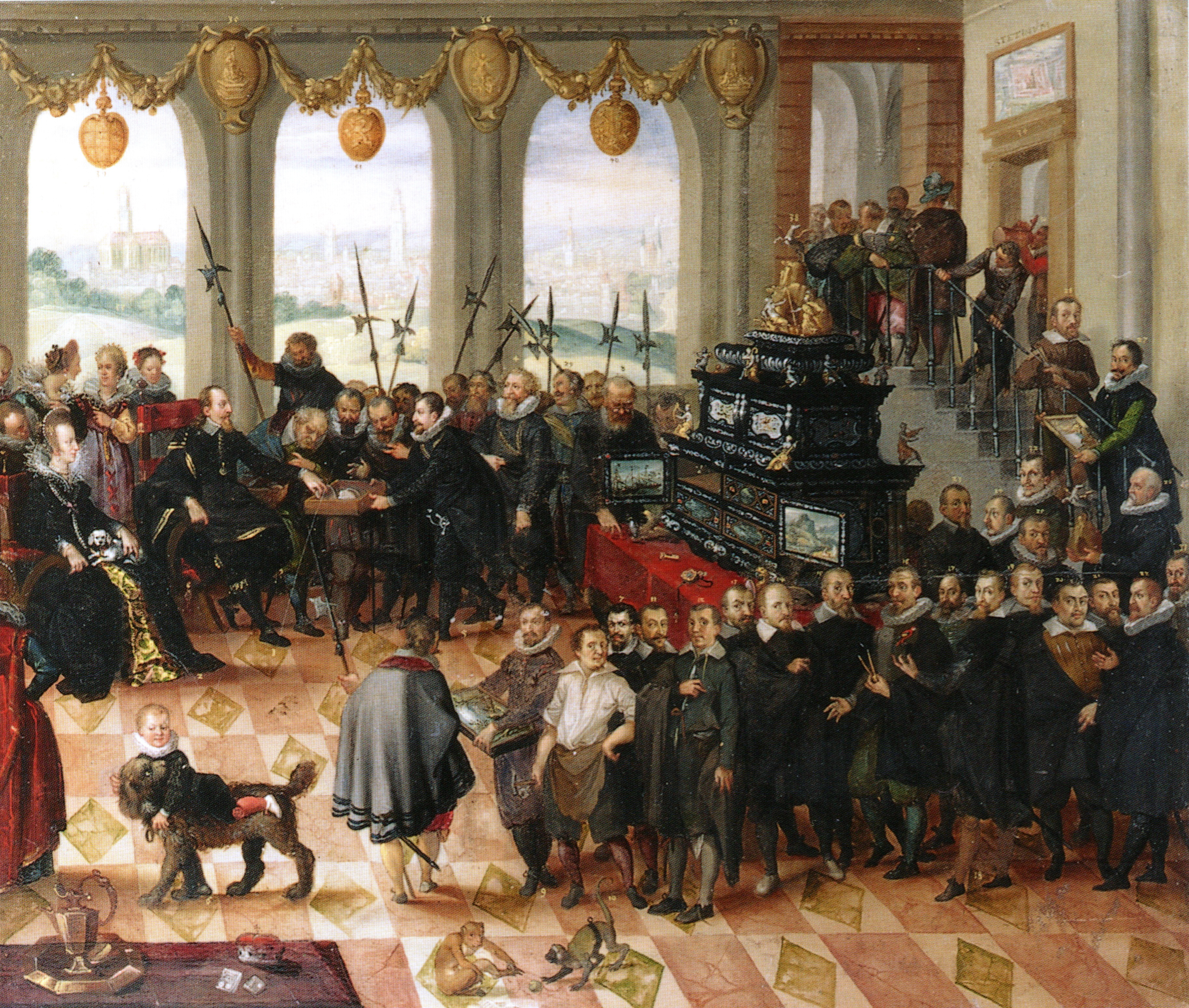
Presentación del gabinete de arte de Pomerania (ca. 1617)
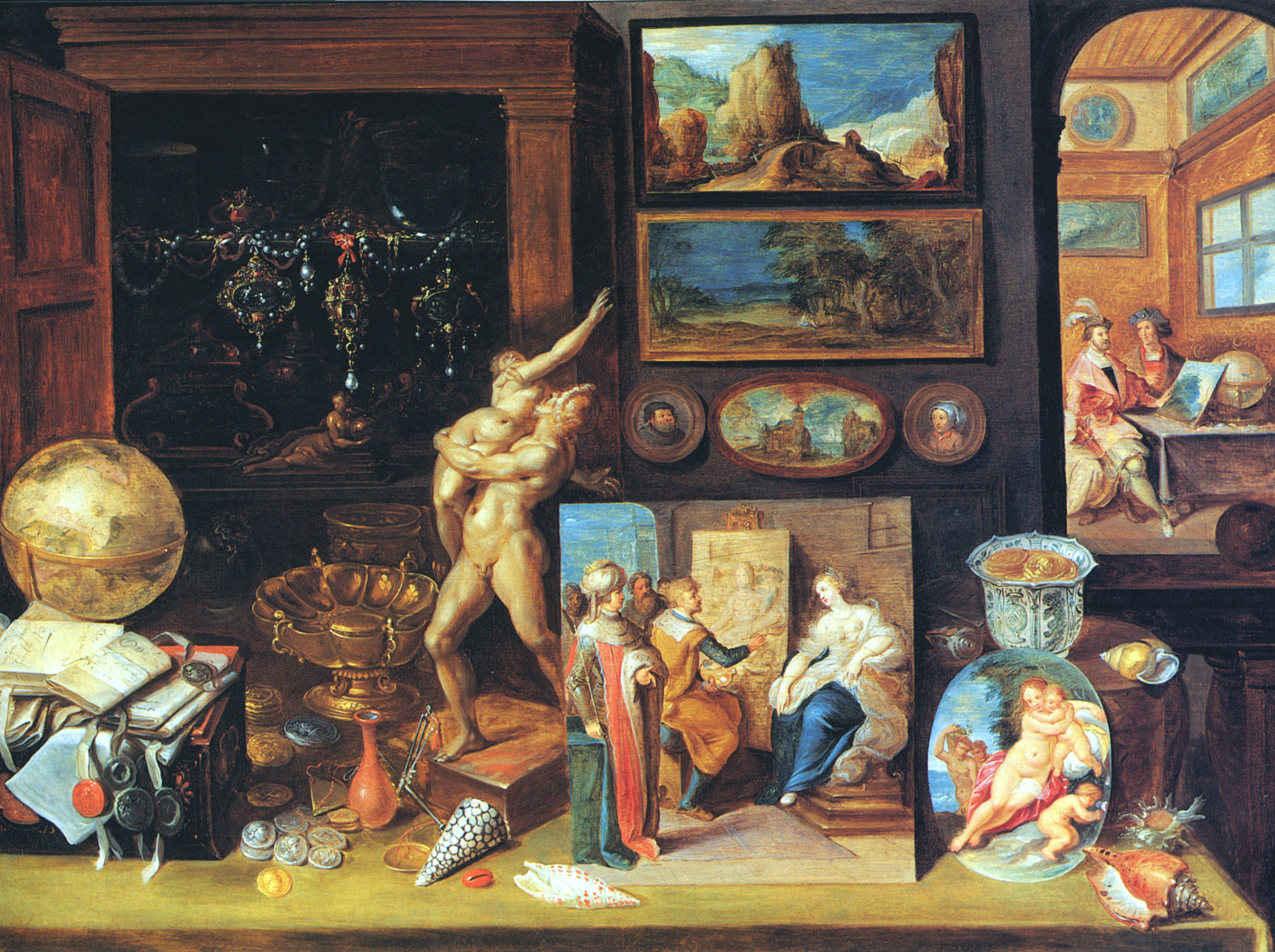
Gabinete de un particular (1625), de Frans II Francken, Museo de Historia del Arte de Viena
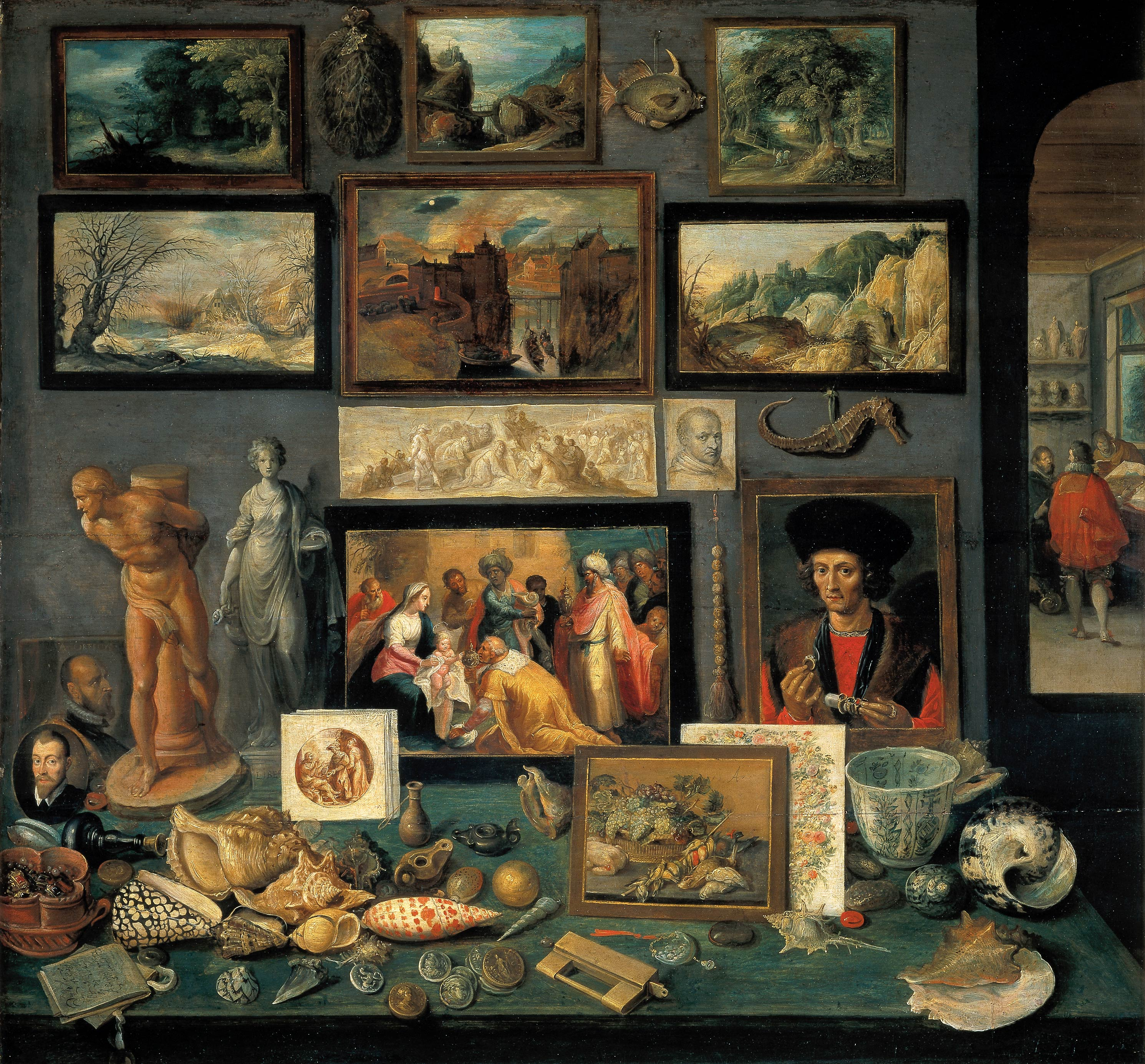
Una esquina de un gabinete, pintado por Frans II Francken (1636), revela el rango de conocimiento que un virtuoso de la época barroca podía mostrar
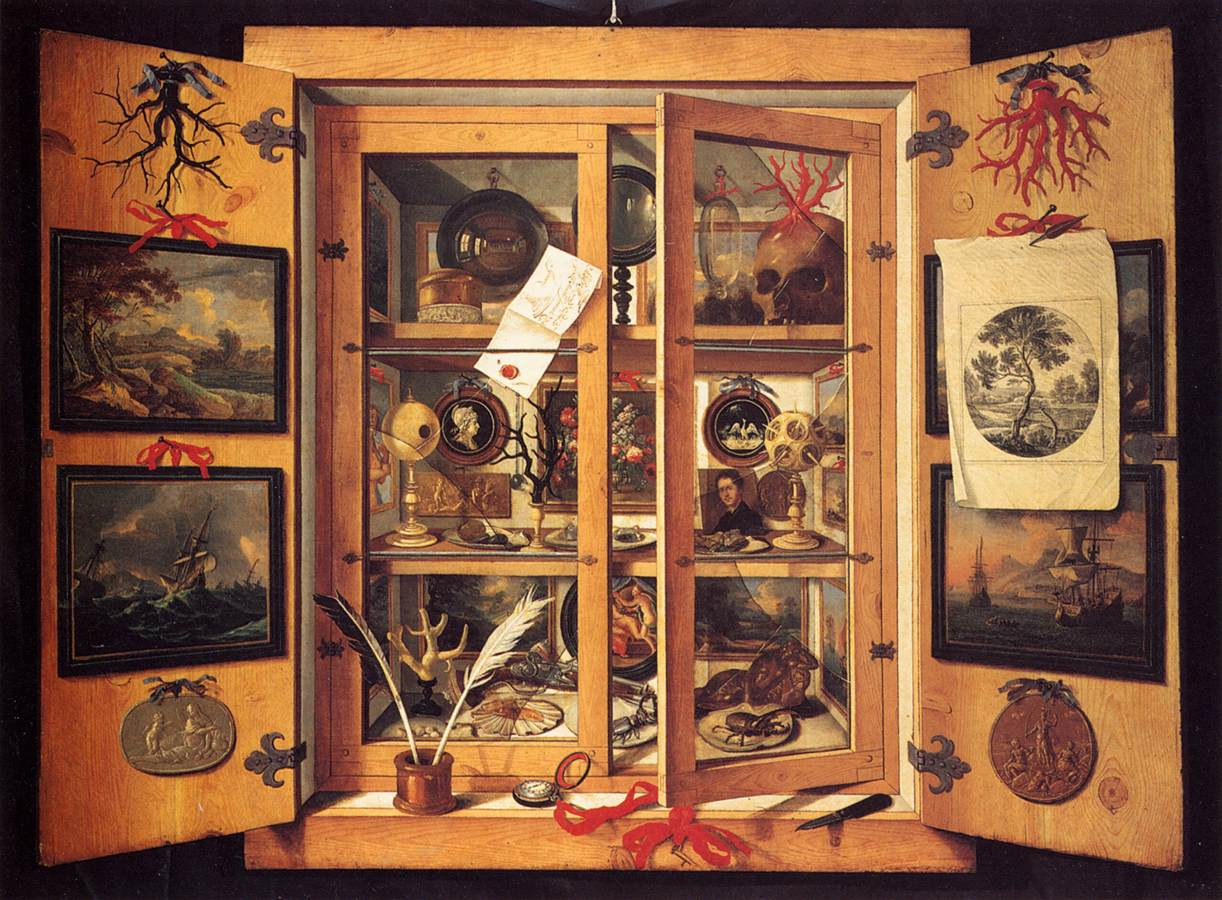
Le Cabinet de curiosités (1690), obra de Domenico Remps, Florencia
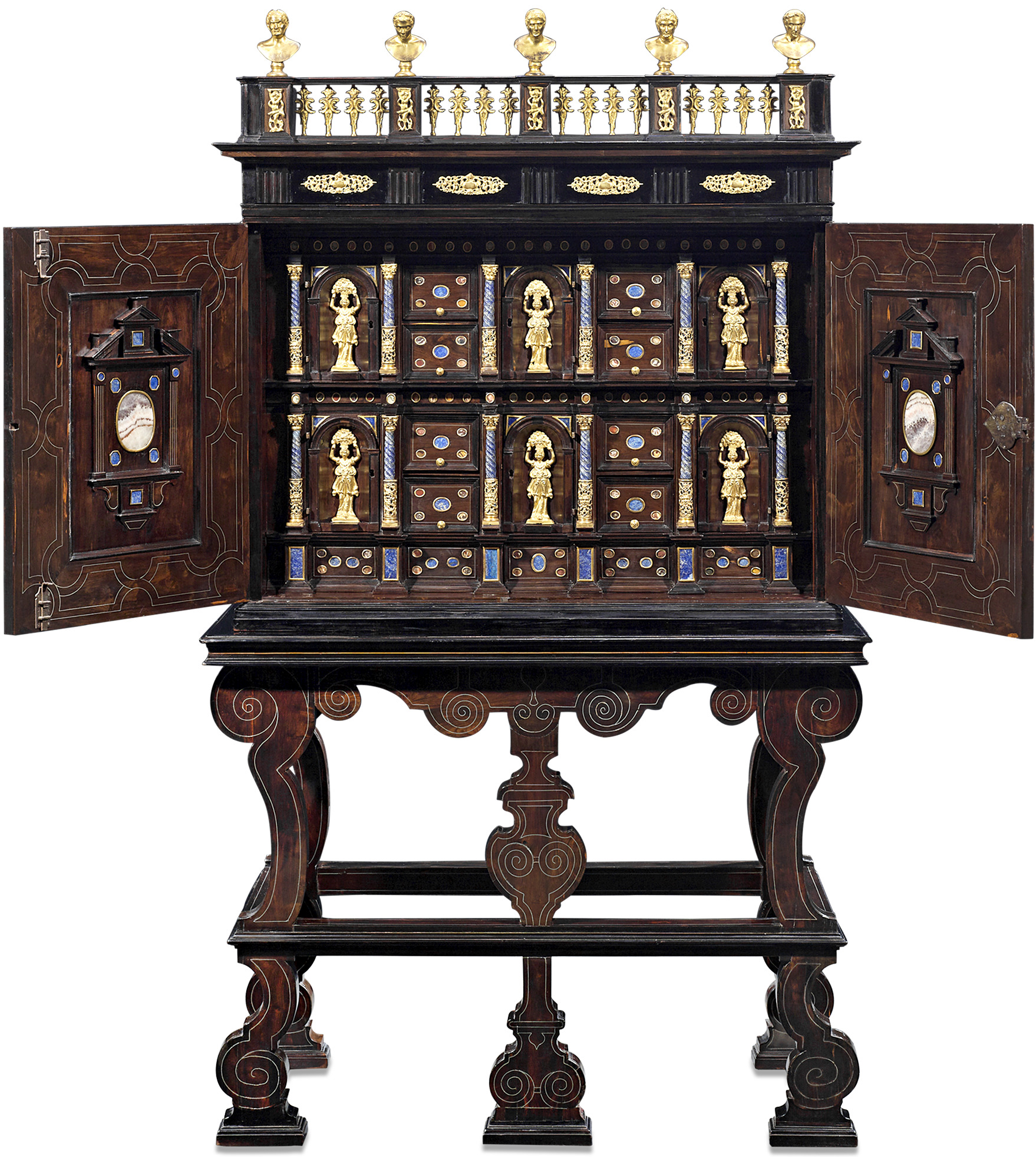
Gabinete de curiosidades de la época barroca italiana (ca. 1635)
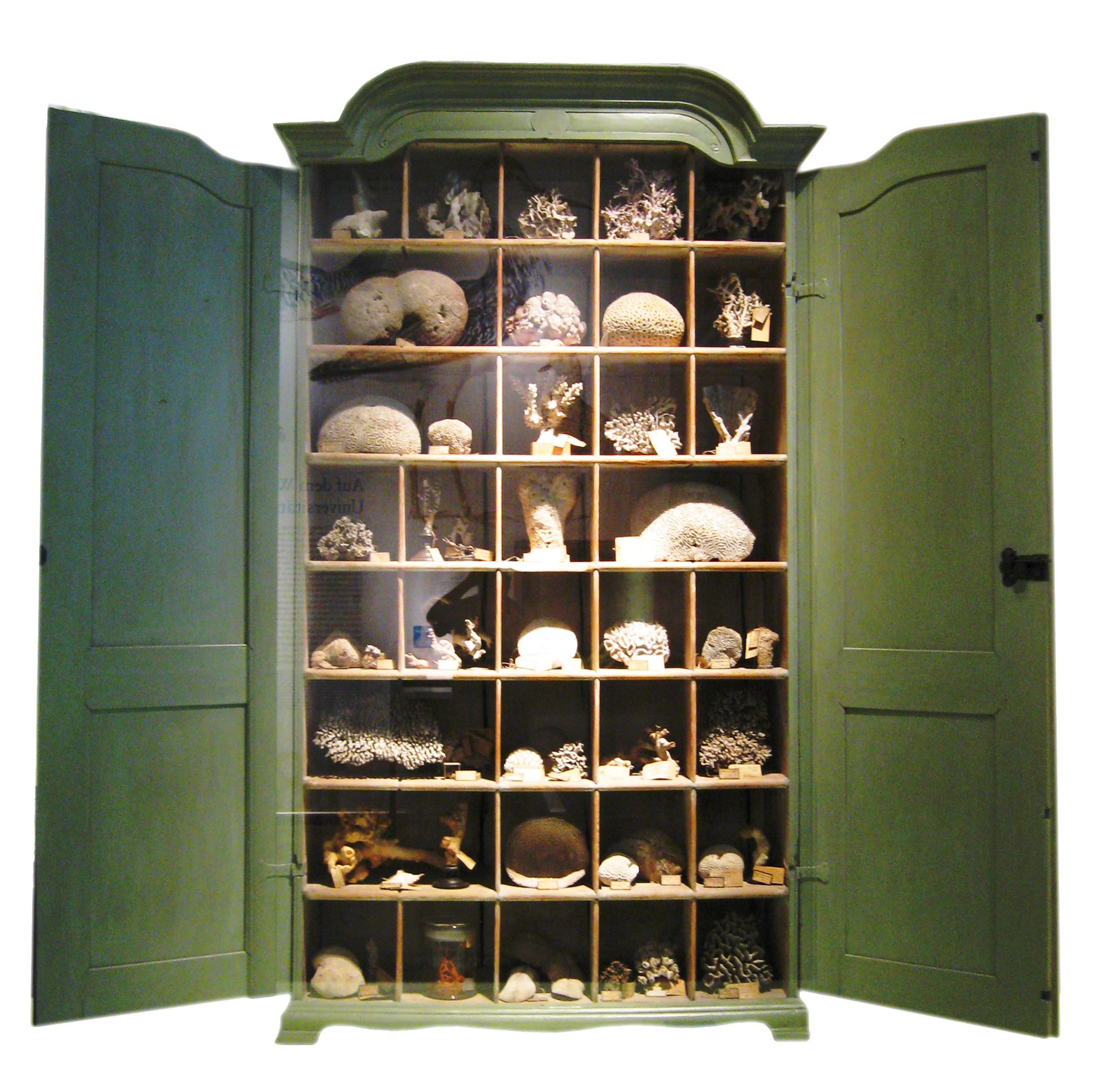
Un Schrank alemán de principios del siglo XVIII con una muestra tradicional de corales (Naturkundenmuseum, Berlin)